# Wide Open Light
Wide Open Light è il diciassettesimo album in studio del musicista statunitense Ben Harper, pubblicato nel 2023.

## Tracce
Testi e musiche di Ben Harper, eccetto dove indicato.
1. Heart and Crown – 2:09
2. Giving Ghosts – 4:11
3. Masterpiece – 2:44 (Harper, Jason Mozersky)
4. 8 Minutes – 2:16
5. Yard Sale (con Jack Johnson) – 4:17
6. Trying Not to Fall in Love with You – 3:33
7. Wide Open Light – 4:10
8. One More Change – 3:48
9. Growing Growing Gone – 2:28
10. Love After Love – 2:32
11. Thank You Pat Brayer – 3:54